# Rudolf Procházka (voják)
Rudolf Procházka (10. dubna 1913 – 11. dubna 1973) byl český velitel partyzánského oddílu Prokop Holý.
Procházka se narodil v roce 1913 v dělnické rodině. Vyrůstal v Nedvědici u Pernštejna. Od roku 1933 působil v KSČ. O rok později byl poprvé stíhán policií za provolávání podvratných hesel. Roku 1937 chtěl odejít do Španělska bojovat proti Francovi, avšak ještě než opustil republiku, byl zadržen policií. V roce 1939 po obsazení Československa Němci odešel do Polska. Po porážce polské armády odešel na východ, kde se ujal jako řidič oblastního sekretáře komunistické strany. V roce 1941, kdy byl Němci napaden Sovětský svaz, se musel opět přesunout. Tentokrát byl společně s evakuačním transportem odvezen do Stalingradské oblasti.
Na podzim roku 1941 vstoupil do Rudé armády. Po projití vojenské školy v Kujbyševě a Moskvě a výsadkářským a partyzánským kurzem bylo rozhodnuto o jeho vyslání na Moravu, kde mu byl svěřen úkol organizovat partyzánský odboj.
Vysazen byl 10. září 1943 nedaleko Varšavy. Po kontaktu s místní partyzánskou jednotkou se přesunul na Moravu, do Brna. Poté, co se mu v Brně nepodařilo navázat kontakt s odbojem, přemístil se na rodné Nedvědicko. 9 měsíců vysílal z vysílačky umístěné v Albrechticích u Rozsoch. Avšak tu po zátahu gestapa 15. července 1944 ztratil.
Poté se rozhodl o rozšíření odbojového spojení mimo Bystřicko. Přes Škodovy závody v Adamově se dostal do Brna. Tu získal například spojení s podzemním odbojem ve Škodovce a Zbrojovce.
Členové Prokopa Holého se také angažovali v destrukční činnosti. Například 14. července 1944 vyřadili trať u maloměřické cementárny na plných 7 hodin. Partyzánský oddíl pod Procházkovým velením uskutečnil celkem 54 partyzánských akcí.
V květnových dnech se Procházka ujal formování bezpečnostních jednotek. Po únoru 1948 se stal náčelníkem osobní ochrany předsedy KSČ a prezidenta ČSR Klementa Gottwalda. Rudolf Procházka zemřel 11. dubna 1973.